# Tomato firmware
Tomato Firmware er en fri HyperWRT-baseret Linux kerne firmware distribution mest for Broadcom chipset baserede trådløse routere, især de ældre modeller Linksys WRT54G (inklusiv WRT54GL og WRT54GS), Buffalo AirStation, Asus Routere og Netgears WNR3500L. Af bemærkelsesværdige egenskaber er der brugergrænsefladen, som gør stærkt brug af AJAX såvel som SVG-baseret grafisk båndbredde monitor.

## Egenskaber
- Interaktiv Ajax baseret GUI der også anvender SVG og CSS-baseret farve skema.
- CLI tilgang (BusyBox) via TELNET eller SSH (bruger Dropbear).
- DHCP server.
- DNS forwarder (anvender Dnsmasq).
- Netfilter/iptables med ændrebare indstillinger, IPP2P og l7-filter.
- Wake-on-LAN.
- Avanceret servicekvalitet: 10 unikke QoS klasser defineret, real-time grafer viser prioriteret trafik med trafik klasse detaljer.
- Klient båndbreddestyring via QoS klasser
- Båndbredde grafer/statistiker.
- Trådløse tilstande: 
  - Trådløs basisstation (AP)
  - Trådløs klient station (STA)
  - Trådløs ethernet (WET) switch
  - Trådløs distribution system (WDS aka wireless switching)
  - Samtidig AP og WDS (aka wireless repeater).
- Dynamic DNS service med ezUpdate og services udvidbar til flere DDNS udbydere.
- Syslog synlig via GUI (kan også downloades).
- SES knap.
- JFFS2.
- CIFS klient.
- WLAN Radio sendeeffekt styring, antennevalg, og 14 mulige trådløse kanaler.
- 'Boot wait' beskyttelse.
- Avanceret port forwarding, redirection og triggering med UPnP og NAT-PMP.
- Avanceret user access restrictions.
- Init, Shutdown, firewall, og WAN Up scripts.
- Uptime, midlet belastning, og ledig hukommelse status.
- Få genstarter nødvendig – Kun få konfigurationsændringer kræver genstart.
- Trådløs måling side til at se andre nærtliggende trådløse datanet.

### Egenskabssammenligning
| Mod navn               | Basis Tomato Version | Min Flash MB | Max forbind. | SpeedMod | SFTP     | VPN klient  | VPN server  | SNMP | SD kort understøt. | USB understøt. | VLANs | IPv6 understøt. |
| ---------------------- | -------------------- | ------------ | ------------ | -------- | -------- | ----------- | ----------- | ---- | ------------------ | -------------- | ----- | --------------- |
| Tomato                 | 1.27                 | 4MB          | 4096         | Nej      | Nej      | Nej         | Nej         | Nej  | Nej                | Nej            | Nej   | Nej             |
| Tomato ND              | 1.27                 | 4MB          | 4096         | Nej      | Nej      | Nej         | Nej         | Nej  | Nej                | Nej            | Nej   | Nej             |
| hardc0re Mod           | 1.27                 | 4MB          | 8192+        | Ja       | Nej      | Nej         | Nej         | Nej  | Nej                | Nej            | Nej   | Nej             |
| jyavenard Mod          | 1.23                 |              | ?            |          |          | PPTP        |             | Ja   |                    |                | Nej   | Nej             |
| Neorouter Mod          | 1.25***              |              | ?            |          |          | proprietary | proprietary |      |                    |                | Ja    | Nej             |
| roadkill Mod           | 1.21                 |              | ?            |          | Ja       | OpenVPN     | OpenVPN     |      | SD, MMC            |                | Nej   | Nej             |
| TomatoVPN              | 1.27***              |              | ?            |          |          | OpenVPN     | OpenVPN     |      |                    |                | Nej   | Nej             |
| slodki Mod             | 1.25*                | 4MB          | 4096         | Nej      | Nej      | OpenVPN     | OpenVPN     | Nej  | SDHC, MMC          | Nej            | Nej   | Nej             |
| Teddy Bear Mod         | 1.27**               | 4MB/8MB      | 10240        | Ja       | Ja       | OpenVPN     | OpenVPN     | Nej  | Nej                | Print, NAS     | Nej   | Nej             |
| Thor Mod               | 1.25**               | 8MB          | 8192         | Ja       | FTP only | OpenVPN     | OpenVPN     | Ja   | SDHC, MMC          | NAS            | Nej   | Nej             |
| Trzepako Mod           | 1.21                 | 4MB          | ?            | Ja       |          | Nej         | Nej         | Nej  | Nej                |                | Nej   | Nej             |
| Victek Mod. Tomato RAF | 1.25***              | 4MB          | 8192         | Ja       | Nej      | Nej         | Nej         | Nej  | Nej                |                | Nej   | Nej             |

| *   | Tomato standard only        |
| **  | Tomato ND (New Driver) only |
| *** | Tomato standard and ND      |